# Памятник Шаляпину (Москва)
Памятник Ф. И. Шаляпину в Москве установлен на Новинском бульваре рядом с Домом-музеем Шаляпина.

## История
Автором памятника выступил скульптор Вадим Церковников. По замыслу автора памятник должен изображать певца полулежащим, опирающимся на вывороченное из земли дерево в той же позе, в которой его изобразил художник Илья Репин на своей картине, которая не сохранилась. Обрубленное дерево символизирует вечный покой и вечную память, как их изображают на польских надгробиях, вырванные корни показывают, что несмотря на эмиграцию певец душой остался на родине. Высота памятника вместе с постаментом составляет 2,5 метра.
Памятник Шаляпину был установлен 30 июля 2003 г.. Финансирование создания памятника планировалось осуществлять из внебюджетных средств, а сама установка памятника не была согласована с властями Москвы и была осуществлена едва ли не тайком — ночью. Вообще как композиция, так и место установки памятника вызывают неоднозначную реакцию. Так, местным жителям не нравится поза, в которой сидит Шаляпин, и они называют скульптурную композицию «памятником алконавту в поисках пятой точки». Земля, на которой сидит певец, изображена слишком натурально, что создаёт впечатление, будто певец находится в куче грязи, размытой дождем. Памятник предлагали перенести к Большому театру или даже вовсе его снести, однако раздаются также голоса в защиту памятника.